# Théophile Pépin
Jean François Théophile Pépin (Cluses, 14 de maio de 1826 – Lyon, 3 de abril de 1905) foi um matemático francês.
Nascido em Cluses, Alta Saboia, tornou-se um jesuíta em 1846, e de 1850 a 1856 e de 1862 a 1871 foi professor de matemática em vários colégio jesuítas. Foi apontado professor de direito canônico em 1873, seguindo para Roma em 1880. Morreu em Lyon, aos 77 anos de idade.
Seu trabalho foi centrado em teoria dos números. Em 1876 encontrou uma nova prova do Último Teorema de Fermat para n = 7, e em 1880 publicou a primeira solução geral do problema de Bernard Frénicle de Bessy
x2 + y2 = z2,    x2 = u2 + v2,    x − y = u − v.
Leva seu nome o teste de Pépin, um teste de primalidade para os números de Fermat.